# 소피아 라포르테자
소피아 엘리자베스 게우바 라포르테자 (생년 2002년 12월 31일), 통칭 소피아는 미국 태생 필리핀 가수로 로스앤젤레스, 캘리포니아에 거주하고 있다. 2024년, 그녀는 여자 그룹 Katseye의 리더로 데뷔하였다. 2023년 Hybe UMG와 Geffen Records의 글로벌 경쟁 리얼리티 쇼 Dream Academy를 통해 결성된 그룹이다.

## 초기 생애
소피아 엘리자베스 게우바 라포르테자는 2002년 12월 31일 퀸스, 뉴욕시에서 태어나 필리핀 마닐라에서 자랐다. 그녀의 어머니, Carla Guevara Laforteza는 뮤지컬 배우이자 가수이며, 그녀의 아버지, Basilio Godfrey Laforteza III는 전 댄서이자 현재는 셰프이다. 그녀에게는 1년 차이의 형과 더 어린 남동생이 있으며, 영어와 타갈로그어를 모두 유창하게 구사한다.
라포르테자는 세 살 때부터 노래를 시작했고, 다섯 살 때는 발레, 재즈, 뮤지컬, 힙합, 탭댄스 수업도 들었다. 2021년 6월, 다중지능 국제학교에서 최고의 성적으로 졸업하였다.

## 경력

### 2022년 이후: 가족대전,Dream Academy및 데뷔
2022년 5월, 그녀는 가이드모인 사만다 로페즈와 함께 텔레비전 게임쇼 Family Feud Philippines에 출연하였다.
2023년 8월 19일부터 11월 17일까지, Laforteza는 미국 생존 리얼리티 텔레비전 쇼 Dream Academy에서 필리핀을 대표하였다. 이 쇼는 Hybe와 Geffen Records와 협력하여, "글로벌" 여성 그룹의 멤버를 선정하는 목적으로 제작되었다. 결국 그룹에 합류, Katseye로 데뷔하였다.
Katseye의 멤버로서, Laforteza는 최초로 Hybe 레이블과 계약한 필리핀 아티스트가 되었다. 그녀는 필리핀에서 공개적인 지지를 받았으며, 그녀의 꿈이 실현된 것에 대해 감사의 뜻을 표했다.
Katseye의 데뷔 싱글인 "Debut"은 2024년 6월 28일에 발표되었으며, 이후 첫 번째 EP SIS (Soft Is Strong)에 수록되었다.
2024년 9월, Katseye는 아시아 프로모션 투어의 일환으로 필리핀을 방문하였다. 이는 그녀가 그룹 데뷔와 훈련 후 처음으로 두 해 넘게 방문한 것이었다. 그룹은 Market! Market! 쇼핑몰에서 쇼케이스 공연을 열었으며, 참석 인원은 9,000명 이상이었다.
Katseye의 두 번째 EP, Beautiful Chaos,는 2025년 6월 27일에 발표되었다.

## 출연작

### 텔레비전 프로그램
| 연도 | 제목                         | 역할      | 방송사               | Ref.   |
| ---- | ---------------------------- | --------- | -------------------- | ------ |
| 2008 | 그녀가 말한다, 그녀가 말한다 | 자기 자신 | 골든 네이션 네트워크 | [ 11 ] |
| 2022 | Family Feud                  | 출연자    | GMA 네트워크         | [ 12 ] |
| 2023 | Dream Academy                | 출연자    | 유튜브               | [ 14 ] |
| 2024 | Pop Star Academy: Katseye    | 자기 자신 | 넷플릭스             | [ 23 ] |

## 참고자료
1. ↑  Adachi, Tsubasa. “KATSEYE（キャッツアイ）のプロフィール＆ビジュアルを総まとめ！HYBEのオーディションから誕生した新グループに注目”. 《ellegirl.jp》. Elle Girl Japan. 2024년 11월 26일에 확인함.
2. ↑  Cabral, Katrina Maisie. “The KATSEYE Members Talk About What Sophia Laforteza Is Like as a Leader”. 《Preview.ph》. Preview Philippines. 2024년 11월 26일에 확인함.
3. ↑  Fung, Gloria (2024년 9월 8일). “Meet Sophia Laforteza, K-pop girl group Katseye's lead vocalist with big dreams”. South China Morning Post. 2024년 11월 15일에 원본 문서에서 보존된 문서. 2024년 11월 24일에 확인함.
4. ↑  KATSEYE (2024년 11월 18일). “KATSEYE in Manila: Episode 2 (STRONG)”. 《YouTube.com》. Hybe UMG. 2024년 11월 25일에 확인함.
5. ↑  {InStyle [InStyle] (2024년 9월 25일). “At just 21-years-old, Sophia Laforteza...” (트윗). 2024년 11월 22일에 확인함.
6. ↑  Sibal, Gianna (2024년 9월 28일). “EXCLUSIVE: The Mom Of KATSEYE's Sophia Laforteza on Sharing the Same Singing Prowess”. 2025년 2월 17일에 원본 문서에서 보존된 문서. 2025년 2월 17일에 확인함.
7. ↑  Anna, Cerezo. “Carla Guevara Laforteza challenges herself at 'A La Carlotta'”. 《abs-cbn.com》. ABS-CBN Corporation. 2024년 11월 26일에 확인함.
8. ↑  “Meet The Chef: Godfrey Laforteza”. 《tatlerasia.com》. Tatler 필리핀. 2024년 11월 26일에 확인함.
9. 1 2  Wickes, Hanna (2024년 8월 20일). “Meet Sophia Laforteza, the Leader of KATSYE: Age, Where She's From and More!”. 《J-14》. 2024년 8월 21일에 원본 문서에서 보존된 문서. 2024년 9월 5일에 확인함.
10. ↑  Villano, Alexa. “Godfrey And Carla Guevara-Laforteza Beam With Pride On Daughter Sophia”. Modern Parenting. 2024년 11월 24일에 확인함.
11. 1 2  Glorioso, Nica (2023년 9월 4일). “10 Things You Need To Know About Dream Academy's Sophia Laforteza”. 《Nylon Manila》. 2024년 12월 2일에 원본 문서에서 보존된 문서.
12. 1 2  “Family Feud Philippines: WORLD PEACE is the key!” (video). 《youtube.com》 (타갈로그어). 마닐라, 필리핀: Family Feud Philippines. 2022년 5월 15일. 2024년 11월 24일에 확인함.
13. ↑  Acebuche, Yoniel. “Filipino talent Sophia Laforteza secures spot in 'The Debut: Dream Academy' finale”. 《star35.philstarlife.com》. The Philippine Star. 2024년 11월 26일에 확인함.
14. 1 2  Aniftos, Rania (2023년 8월 28일). “HYBE x Geffen 'Dream Academy' 글로벌 걸그룹 콘테스트 20명 최종 후보 소개”. 《Billboard》. 2023년 11월 8일에 원본 문서에서 보존된 문서. 2024년 9월 5일에 확인함.
15. ↑  Zee, Michaela (2023년 11월 18일). “Hybe, Geffen Records Unveil New Girl Group Katseye”. 《Variety》. 2023년 12월 2일에 원본 문서에서 보존된 문서. 2024년 11월 4일에 확인함.
16. ↑  Olson, Samantha (2024년 8월 19일). “Time to Meet Global Girl Group KATSEYE's 6 Members”. 《Cosmopolitian》. 2024년 8월 19일에 원본 문서에서 보존된 문서. 2024년 11월 4일에 확인함.
17. ↑  Hicap, Johnathon. “Pinoy bet Sophia Laforteza...”. 《mb.com.ph》. Manila Bulletin. 2024년 12월 3일에 원본 문서에서 보존된 문서. 2024년 11월 26일에 확인함.
18. ↑  GMA 통합 뉴스 (2023년 11월 22일). “HYBE 최초의 필리핀 아티스트인 소피아 라포르테자가 지지자들에게 '꿈을 이뤄주셔서 감사합니다'라고 말하다”. 《GMA News Online》. GMA 네트워크. 2024년 7월 28일에 원본 문서에서 보존된 문서. 2024년 11월 25일에 확인함.
19. ↑  Felipe, MJ. “KATSEYE is in Manila”. 《abs-cbn.com》. ABS-CBN Corporation. 2024년 11월 25일에 확인함.
20. ↑  Felipe, MJ. “KATSEYE overwhelmed with jam-packed mall showcase”. 《abs-cbn.com》. ABS-CBN Corporation. 2024년 11월 24일에 확인함.
21. ↑  Junaini, Hidzir (2024년 9월 30일). “KATSEYE captivates an enormous crowd of EYEKONS during official fan showcase in Manila.”. 《bandwagon.asia》. Bandwagon Asia. 2024년 9월 30일에 원본 문서에서 보존된 문서. 2024년 11월 24일에 확인함.
22. ↑  Staff, Allison Yager | Senior (2025년 7월 9일). “KATSEYE's 'Beautiful Chaos' is boisterous and scintillating, brilliantly bright”. 《www.dailycal.org》 (영어). 2025년 7월 14일에 확인함.
23. ↑  Burt, Kayti (2024년 8월 23일). “Netflix's Pop Star Academy: Katseye Reveals What it Takes to Make a Global Girl Group”. 《Time》. 2024년 10월 3일에 원본 문서에서 보존된 문서. 2024년 11월 22일에 확인함.